# Onufry Białłozor
Onufry Białłozor herbu Wieniawa (zm. 10 marca 1783 roku) – wojski upicki w latach 1765–1783, starosta nowomłyński w 1764 roku.

## Życiorys
Poseł powiatu upickiego na sejm konwokacyjny 1764 roku. Poseł powiatu upickiego na Sejm Czaplica 1766 roku. W załączniku do depeszy z 2 października 1767 roku do prezydenta Kolegium Spraw Zagranicznych Imperium Rosyjskiego Nikity Panina, poseł rosyjski Nikołaj Repnin określił go jako posła właściwego dla realizacji rosyjskich planów na sejmie 1767 roku, poseł powiatu upickiego na sejm 1767 roku.